# Eva Lang
Eva Lang (de son vrai nom Eva Clara Lang) est une actrice américaine née le 11 septembre 1884 à Columbus (Ohio) et décédée le 7 avril 1933 à Los Angeles (Californie). 

## Biographie
Elle épousa l'acteur John Halliday en 1918, dont elle divorça en 1928.
En juin 1932, elle se retire en Californie pour raison de santé.

## Filmographie
- 1920 : A Desperate Tenderfoot de Otis Thayer
- 1921 : A Western Feud de Otis Thayer
- 1921 : The Golden Lure de Otis Thayer
- 1921 : The Outlaw's Revenge de Otis Thayer